# Lolita (film, 1962)
Lolita (anglicky Lolita) je britsko-americké komediální drama z roku 1962 režírované Stanleym Kubrickem. Představuje první adaptaci Nabokovova stejnojmenného románu, napsaného v roce 1955. Hlavní postavy ztvárnili James Mason jako francouzský spisovatel Humbert Humbert a Sue Lyonová jako Dolores „Lolita“ Hazeová. Ve vedlejších rolích se představili Shelley Wintersová, která hrála Charlottu Hazeovou, a Peter Sellers jako dramatik Clare Quilty.
Vzhledem k tehdejším omezením ze strany MPAA byly ve filmu oslabeny provokativnější pasáže literární předlohy. Divák si tak musel některé nezobrazené scény domýšlet a představovat. V době počátku natáčení bylo představitelce Lolity Sue Lyonové čtrnáct let. Kubrick později uvedl, že kdyby věděl, jak velká omezení cenzura požaduje, asi by se k natočení snímku nikdy neodhodlal.
Premiéra proběhla 13. června 1962 v New Yorku. Film vyšel také na nosičích VHS, Laserdisc, DVD a Blu-ray. Další filmovou adaptaci románu Lolita natočil v roce 1997 režisér Adrian Lane pod stejným názvem Lolita.

## Děj
Úvodní scéna zobrazuje vlastní vyvrcholení příběhu, konfrontaci dvou mužů u pingpongového stolu. Učitel Humbert se snaží přimět dramatika Quiltyho ke zpytování svědomí. Zápletka končí zastřelením dramatika v jeho domě. Divák vidí několikanásobné prostřelení plátna obrazu, za nímž se Quilty marně snaží ukrýt. Než vrah vstoupil, opilý spisovatel hrál Chopinovu polonézu opus 40.
Příběh se vrací o několik let dříve a je vyprávěn od začátku.
V létě 1947 opouští francouzský literární vědec Humbert Humbert (James Mason) rodnou zemi, aby mohl na začátku zimního semestru přijmout místo profesora francouzštiny na ohioské Beardsley College. Během letních prázdnin se zabydlí v domě sexuálně frustrované vdovy Charlotty Hazeové (Shelley Wintersová) v newhampshirském Ramsdale. Nejdříve však odmítá setrvat. Rozhodnutí změní, až když spatří její adolescentní dceru Dolores (Sue Lyonová), která s ním později začne flirtovat. Na místní tancovačce se objevuje také populární dramatik Clare Quilty (Peter Sellers), který se stává předmětem zájmu její matky Charlotty.
Vdova Hazeová je žena ve středních letech. Poté, co se do Humberta zamiluje, touží s ním trávit veškerý čas a posílá Dolores na dívčí tábor. Zatímco dceru odváží, nařídí služce, aby předala nájemníkovi dopis. Humbert se z něj dozvídá, že ho Charlotte miluje. Pokud však lásku neopětuje, měl by se sbalit a dům do jejího příjezdu opustit. Vyznání lásky jej pobaví a rozhoduje se zůstat, aby mohl být stále nablízku mladé atraktivní „Lo“.
Po letní svatbě narůstá Humbertova odtažitost vůči manželce. Zlom ve vztahu přichází ve chvíli, kdy Charlotte objevuje jeho tajný deník, v němž ji označuje za „krávu, protivnou matku a blbou bábu“ a naopak se přiznává ke spalující vášni k Dolores, přezdívané „Lolita“. Předtím si již zahrával s myšlenkou svou ženu zavraždit, když mu ukázala údajně nenabitý revolver po zemřelém muži. Jak zjistil, zbraň nabitá byla a plánovaná nešťastná náhoda v podobě výstřelu na manželku mohla ukončit jeho trápení definitivně a získat Lolitu. Osud mu však usnadnil cestu, když Charlotte při přecházení silnice k poštovní schránce srazil a usmrtil projíždějící vůz.
Učitel francouzštiny tak odjíždí vyzvednout Dolores na dívčí tábor Camp Climax. Nejdříve jí o smrti matky neříká pravdu a tvrdí, že je pouze zraněná. Během první společné noci v hotelu na terase vede rozhovor s domnělým policistou, který se zajímá o jeho „malou krásnou dceru“, jak ji charakterizuje. Přestože v ubytovacím zařízení skutečně bydlí policisté na probíhající konferenci, tím mužem je ve skutečnosti dramatik Quilty, jehož také přitahují mladé dívky. Nabízí učiteli ranní společnou snídani. Ten odmítá a odchází na pokoj. Sexuální vztah s Lolitou začíná následující ráno, když mu dívka ukazuje „hru pro dospělé“, kterou se naučila v táboře.
Poté se vydávají na cestu po Spojených státech a noci tráví v motelech. Po několika dnech jí za jízdy sděluje krutou pravdu o matčině smrti. Dolores upadá do deprese, nepřestává plakat a rozhodne se zůstat s novým nevlastním otcem, což je lepší řešení než ústav. Na veřejnosti vystupují v rolích otce a dcery, zatímco v soukromí udržují sexuální milenecký vztah, který provází epizodické krize.
Humbert přijímá učitelské místo na univerzitě v Beardsley a Lolita nastupuje na střední školu. Otec i milenec v jedné osobě se chová majetnicky a žárlivě. Z obavy z kontaktu se spolužáky zakazuje dceři hrát školní divadlo. Jednoho večera na něj doma čeká jakýsi doktor Zempf, snad školní psycholog hovořící s německým akcentem, který rozvíjí diskusi o zakřiknuté dceři a její sexuální výchově. Učiteli doporučuje, aby ji neizoloval od vrstevníků a povolil jí například školní divadelní kroužek. Vystrašený Humbert s Lo natrvalo odjíždí z města a rozhoduje se pokračovat v putování.
Během cesty získává neochvějnou jistotu, že je někdo sleduje. Poté, co Lolita onemocní, zůstává několik dnů v nemocnici na pozorování. Po nočním telefonátu v motelovém pokoji s neznámým mužem, se rozhodne dceru z nemocnice okamžitě odvézt. Když tam dorazí okolo třetí hodiny ranní, nemocniční personál mu sděluje, že Dolores již odjela se strýcem. Zmatený a rozzuřený učitel odchází. Následuje dlouhé a bezvýsledné pátrání.
O několik let později Humbert obdrží dopis od paní T. Schillerové, což je jméno Dolores poté, co se vdala. V listu požaduje finanční výpomoc a svěřuje se, že jsou s mladým nedoslýchavým manželem Dickem na mizině. Navíc je v očekávání potomka. Učitel za ní přijíždí a marně se jí snaží přemluvit, aby s ním odjela. Stále Lolitu miluje. Naléhá, aby mu převyprávěla celý příběh zmizení. Lo tak odhaluje, že za únosem stál dramatik Clare Quilty, s nímž utekla do Pavor Manoru v Parkingtonu. On to byl, kdo je sledoval při putování. S touhou být Lolitě nablízku vystupoval jako policista v hotelu, převtělil se do role tajemného doktora Zempfa, aby mohla dívka hrát v jeho školní divadelní hře, a on také telefonoval v noci do motelu. Poté ji však nutil, aby s ním sdílela jeho bouřlivý bohémský život a hrála v jeho tzv. „uměleckých“ filmech. Humbert se setkává s Dickem a poté předává Lolitě částku v celkové výši 13 000 dolarů, která vzešla z nájmu a prodeje matčina domu.
Následně zamíří zavraždit Quiltyho. Přijíždí do dramatikova domu. Jedná se o tu scénu, kterou film začal. Závěrečný text vysvětluje, že Humbert zemřel na infarkt myokardu během čekání na soud.

## Obsazení
- James Mason – Humbert Humbert
- Shelley Wintersová – Charlotte Haze-Humbertová
- Sue Lyonová – Dolores Lolita Hazeová
- Peter Sellers – Clare Quilty
- Gary Cockrell – Richard Schiller
- Jerry Stovin – John Farlow, Ramsdaleův právník
- Diana Deckerová – Jean Farlowová
- Lois Maxwellová – zdravotní sestra Mary Loreová (v nemocnici)
- Cec Linder – lékař Keegee (v nemocnici)
- Bill Greene – George Swine, hotelový manažer v Brycetonu
- Shirley Douglasová – paní Starchová, učitelka klavíru v Ramsdale
- Marianne Stoneová – Vivian Darkbloom
- Marion Mathieová – slečna Lebone
- James Dyrenforth – Frederick Beale starší
- Maxine Holdenová – slečna Fromkissová, recepční v nemocnici
- John Harrison – Tom
- C. Denier Warren – Potts

## Ocenění
Vítězství
- Zlatý glóbus pro objev roku – Sue Lyonová

Nominace
- Oscar za nejlépe adaptovaný scénář – Vladimir Nabokov
- Cena BAFTA pro nejlepšího herce – James Mason
- Spolek amerických režisérů (Directors Guild of America), cena pro nejlepšího režiséra ve filmu – Stanley Kubrick
- Zlatý glóbus za nejlepší mužský herecký výkon (drama) – James Mason
- Zlatý glóbus za nejlepší ženský herecký výkon (drama) – Shelley Wintersová
- Zlatý glóbus za nejlepší režii – Stanley Kubrick
- Zlatý glóbus za nejlepší mužský herecký výkon ve vedlejší roli – Peter Sellers
- Benátský filmový festival, cena za nejlepší režii – Stanley Kubrick